# Soveria
Soveria es una comuna y población de Francia.

## Ubicación
Está situada en la región de Córcega, departamento de Alta Córcega.

## Población
Su población en el censo de 1999 era de 68 habitantes.

## Demografía
| 69 | 70 | 55 | 55 | 59 | 68 |
| Para los censos de 1962 a 1999 la población legal corresponde a la población sin duplicidades (Fuente: INSEE [Consultar]) |    |    |    |    |    |